# عبد الله العمراني (ممثل)
عبد الله العمراني (1941 – 2019) هو ممثل مغربي، تخرج من مدرسة التمثيل للأبحاث المسرحية، برز في عددٍ من الأفلام والمسلسلات المغربية ذات الطابع السياسي والتاريخي، كما شارك أيضًا في بعض الأفلام الأجنبية، ساعده تكوينه الأكاديمي والمسرحي على وضع بصمته الخاصة على كل دور قدمه طول مسيرته الفنية التي امتدت لأزيد من أربعة عقود.

## النشأة
وُلد عبد الله العمراني سنة 1941 بمدينة مراكش، وسط أسرةٍ محافظة حيثُ كانَ والده السيّد عمر بن حليمة العمراني يعملُ مُدرِّسًا للعلوم الدينية بمدرسة ابن يوسف في مدينة مراكش. خِلال سنين مراهقته انجذب عبد الله للتمثيل فعملَ بشكلٍ دوريّ على المُشاركة في المسابقات التي كان تنظمها مدرستهُ في ذلك الوقت قبلَ أن ينضمّ لفرقةِ الأمل رفقةً عددٍ من نجوم التمثيل بمن فيهم محمد حسن الجندي، عزيز موهوب ومليكة العماري وغيرهم.

## مسيرته المهنية

### تحقيق الذات سنوات الستينات
التحقَ عبد الله العمراني وعمره لم يتجاوز الثامنة عشر بمدرسة الأبحاث المسرحية في العاصِمة الرباط في عام 1959، والتي تخرج منها بعد ثلاث سنوات، حيث تعلم الوقوف على خشبة المسرح كما تعلم مختلف أساليب التعبير والتواصل مع الجمهور. في نفسِ العام انضمّ العمراني للفرقة الوطنية للمسرح والتي كانت تُعرف حينها بِفرقة المسرح الشعبي. أوّل ظهور فعليّ لهُ في عملٍ ملحوظٍ كانَ مسرحيّة «الفصل الأخير» من تأليف عزيز السغروشني وإخراج الطيب الصديقي والتي تناولت قصّة ملوك الطوائف بالأندلس. بعدَ ذلك شارك العمراني في العديد من المسرحيات التي كانت عادةً ما تؤخذ من كُتب كُتّاب معروفين على الصعيد العالمي على غِرار شكسبير وموليير وغيرهما.
واصلَ العمراني أعماله التي توزّعت بين مسرحياتٍ وأفلام كانت تُحقّق نجاحًا نسبيًا في تلكَ الفترة ما مكّنه من المُشاركة في عددٍ من المهرجانات والتظاهرات الفنية والتي حصلَ خلالها على مجموعةٍ من الجوائز مثلَ جائزة أحسن ممثل في المهرجان الإفريقي الأول بالجزائر سنة 1969 وجائزة تقدير من وزارة الشبيبة والرياضة فضلًا عن وسام الاستحقاق الوطني من الدرجة الأولى من ملك المغرب الحسن الثاني.
بحلول عام 1962؛ شاركَ العمراني في تصويرِ فيلم «ليالي أندلسيّة» من إخراج العربي بناني والذي يحكي عنِ قصّة حب تجمعُ بين امرأة ورجلان كما شاركَ في نفسِ العام في الفيلم الروائي الطويل المعروف «لورانس العرب» إلى جانبِ عددٍ من الممثلين الغربيين من أمثالِ بيتر أوتول وأنطوني كوين والنجوم العرب بمن فيهم الممثل المصري عمر الشريف.

### سنوات السبعينات
كان المغرب في منذ الخمسينات محطة لبعض المخرجين العالميين من أجل تصوير الأفلام التي تحمل الطابع التاريخي ما فتح الباب لبعض الممثلين المغاربة من أجل المشاركة وإظهار مواهبهم فيها، وقد كان العمراني قد اشترك في مجموعة من الأفلام والمسلسلات التي تم تصويرها في المغرب منذ السبعينات على غرار فيلم الرسالة للمخرج امصطفى العقاد بدور عكرمة بن أبي جهل سنة 1976 لم يكن دور عبد الله العمراني في هذا العمل كبيرا من ناحية زمن ظهوره على الشاشة، شارك العمراني بعدها أيضا في المسلسل القصير يسوع الناصري سنة 1977 من إخراج فرانكو زافاريلي، وبحلول عام 1979 كان العمراني قد قدم عملين الأول هو عمل مشترك بين المغرب ورومانيا هو فيلم ذراعي أفروديت حيث قدم دور رجل عصابة يقوم بتهريب الآثار من المغرب، أيضا شارك في فيلم السراب للمخرج أحمد البوعناني.
من ناحية أخرى بعد تفرّق أعضاء الفرقة الوطنيّة للمسرح سنة 1975 انضمّ العمراني إلى فرقةِ التمثيل التابعة للإذاعة الوطنية والتي شاركَ معها هي الأخرى في تصويرِ وتمثيلِ عددٍ من الأفلام والمسرحيات قبل أن ينتقل لعالمِ الإخراج حينما عملَ على إصدار حوالي 24 مسرحيّة.

### سنوات الثمانينات
شارك العمراني في سنة 1983 في الجزء الثاني من الفيلم الأمريكي عودة الحصان الأسود للمخرج روبرت دالفا، كما ظهر في الفيلم الروائي السينمائي الوحيد للطيب الصديقي، الزفت رفقة الطيب الصديقي، نور الدين بكر وثريا جبران،

### سنوات التسعينات
المسلسلات لمخرجين عرب مثلَ مسلسل «مواكب النصر» لمخرجه المصري أحمد خيضر وسلسلة «صقر قريش» بالإضافةِ إلى مسلسل «مصر القديمة» لطوني ميتشيل.
شاركَ في سلسلة «مريم الناصرية» عام 1995. ظلّ العمراني حاضرًا على الشاشة المغربيّة كل سنةٍ تقريبًا وتعرّف عليه الجمهور أكثر فأكثر بعد كلّ عمل كان يُقدمه خاصّة بعدما بدأَ في الحصول على أدوار البطولة. بحلول عام 2006 شاركَ العمراني رفقةَ الممثل المغربي الآخر سعيد الناصري في بطولة فيلم «عبدو في عهدِ الموحدين» الذي حقّق نجاحًا على المستوى المحليّ ثمّ ظهر في فيلم «ماجد» الذي صدر عام 2010 فيما يُعدّ فيلم «عودة الملك لير» لهشام الوالي والذي صدرَ عام 2018 آخر أعمال عبد الله العمراني.

## قائمة أعماله

### الأفلام
- 1962: ليالي أندلسية
- 1962: لورنس العرب
- 1971: قرى في الشمس
- 1976: الرسالة
- 1979: ذراعي أفروديت
- 1979: السراب
- 1983: آثار على الماء
- 1984: الزفت
- 1989: كريستيان
- 1992: ليلة القتل
- 1995: نهاية سعيدة
- 1996: سفر في الماضي
- 1997: مكتوب
- 1997: عبروا في صمت
- 1998: بيضاوة
- 1998: نساء... ونساء
- 1998: أصدقاء الأمس
- 2000: علي، ربيعة والآخرون
- 2001: ولد الحمرية
- 2002: غضبة
- 2002: طيف نزار
- 2002: جنة الفقراء
- 2003: رحيل البحر
- 2003: راجا
- 2004: الغرفة السوداء
- 2005: السمفونية المغربية
- 2006: عبدو عند الموحدين
- 2006: أمير ورزازات
- 2007: البرتقالة المرة
- 2008: جانجاه
- 2008: بلا حدود
- 2009: عودة منصور
- 2009: عقاب
- 2011: ماجد
- 2018: عودة الملك لير

### المسلسلات
- مواكب النصر
- يسوع الناصري (1977)
- عودة الفرس الأسود (1982)
- ريح طوسان (1989)
- مريم الناصرية (1995)
- من دار لدار (1996)
- السراب (1998)
- سرب الحمام (1998)
- المصابون (1999ِ)
- صقر قريش (2002)
- مصر القديمة (2003)
- العوني ج 1 (2005)
- العوني ج 2 (2007)
- الغريب (2012)

## الجوائز
- 1969: أحسن ممثل في المهرجان الإفريقي الأول بالجزائر.
- جائزة تقدير من وزارة الشبيبة والرياضة.
- وسام الاستحقاق الوطني من الدرجة الأولى.

## وفاته
معَ تقدّمه في العمر؛ عانى عبد الله العمراني من عددٍ من أمراض الشيخوخة ثمّ أُصيب بالشلل النصفي ما دهورَ من حالته الصحيّة معَ بداية عام 2019 حيثُ نُقلَ للمستشفى العسكري في مدينة مراكش لإجراء عملية جراحية على مستوى الرأس. بالرغمِ من ذلك لم تتحسّن حالةُ عبد الله وبقيَ طريح الفراش إلى أن فارقَ الحياة عشيّة 14 مايو 2019 عن عُمزٍ ناهزَ الـ 78 سنة.

## أنظر أيضًا
- نعيمة المشرقي
- عبد القادر مطاع
- عزيز موهوب

## روابط خارجية
- عبد الله العمراني على موقع IMDb (الإنجليزية)
- عبد الله العمراني على موقع قاعدة بيانات الأفلام العربية
- عبد الله العمراني على موقع ألو سيني (الفرنسية)